# Xylota
Xylota je rod pestřenek vzhledem podobná příbuzným rodům Chalcosyrphus a Brachypalpoides. Většinou napodobují pilatkovité nebo hrabalkovité, např. pestřenka plachá Xylota segnis barvou zadečku nejspíš mimetizuje pilatku Macrophya annulata a hrabalku Priocnemis perturbator. Larvy jsou saprofytické, žijí v tlejícím dřevě, dospělce zastihneme převážně v lesích, lesních lemech, často mohou být vidět na listech. Na rozdíl od ostatních pestřenek, dospělci mnoha druhů zřídka navštěvují květy, preferují sběr pylu a medovice z povrchu listů. Popsáno je přes 100 druhů z nichž 12 může být nalezeno v Evropě. V České republice bylo zaznamenáno 10 druhů.